# Dumfries (Nouveau-Brunswick)
Pour les articles homonymes, voir Dumfries (homonymie).
Dumfries est une communauté non-incorporée du comté d'York, dans la province du Nouveau-Brunswick, au Canada. Elle est nommée d'après la ville écossaise de Dumfries, le lieu d'origine d'Adam Allen, un des premiers colons.